# Fabio Mazzucco
Fabio Mazzucco, né le 14 avril 1999 à Este, est un coureur cycliste italien.

## Biographie
Fabio Mazzucco est originaire d'Este, une commune située en Vénétie. Il commence le cyclisme en 2006 vers l'âge de six ans. Dès sa première saison, il s'impose sur seize courses,. En 2016, il prend la troisième place du championnat d'Italie du contre-la-montre juniors (moins de 19 ans).
En 2017, il remporte le Gran Premio dell'Arno et termine notamment troisième du Giro della Lunigiana, huitième de Paris-Roubaix juniors ou quinzième du championnat du monde juniors. Il rejoint ensuite l'équipe continentale Trevigiani-Phonix-Hemus 1896 en 2018. Pour ses débuts espoirs, il se classe deuxième d'une étape du Tour de la Vallée d'Aoste, ou encore cinquième du Gran Premio della Liberazione et du Grand Prix Industrie del Marmo. En 2019, il court chez Sangemini-MG.Kvis-Vega. Sous ses nouvelles couleurs, il remporte le Grand Prix de Poggiana, ainsi qu'une étape du Tour d'Italie espoirs, où il porte temporairement le maillot de leader.
Il passe finalement professionnel en 2020 au sein de l'équipe Bardiani CSF-Faizanè, qui l'engage pour deux ans. Dès sa première saison, il est aligné sur Milan-San Remo, son premier monument, où il participe à la première échappée longue de 265 kilomètres. En octobre, il dispute le Tour d'Italie, son premier grand tour, en étant le plus jeune participant de l'édition.
En fin d'année 2022, il n'est pas conservé par les dirigeants de Bardiani CSF-Faizanè. Fabio Mazzucco trouve alors refuge au sein de l'équipe continentale MG.K Vis-Colors For Peace en 2023. Le 18 janvier 2023, il est contrôlé positif à l'EPO lors d'un contrôle hors compétition. Il est suspendu par l'Union cycliste internationale (UCI) en avril et peut demander l'examen de l'échantillon B. Au cours de cette saison, Mazzucco a accumulé huit jours de course en compétition, sans obtenir de résultats notables. En mai, l'UCI annonce le suspendre pour trois ans, ce qui l'interdit de toute compétition avant le 6 avril 2026.

## Palmarès
- 2016
  - 3e du championnat d'Italie du contre-la-montre juniors
  - 3e du championnat d'Italie de poursuite juniors
- 2017
  - Gran Premio dell'Arno
  - 2e de la Coppa Pietro Linari
  - 3e du Gran Premio Sportivi di Sovilla
  - 3e du Giro della Lunigiana
  - 3e du Trofeo Buffoni
- 2019
  - 3e étape du Tour d'Italie espoirs
  - Grand Prix de Poggiana
  - 3e du Giro del Medio Brenta

## Résultats sur les grands tours

### Tour d'Italie
1 participation
- 2020 : 129e

## Classements mondiaux
| Année                                 | 2018  | 2019 |
| ------------------------------------- | ----- | ---- |
| Classement mondial                    | 1567e | 843e |
| UCI Europe Tour                       | 1089e | 612e |
| UCI Asia Tour                         | 547e  |      |
|                                       |       |      |
| Légende : nc = non classéSource : UCI |       |      |